# 원카드

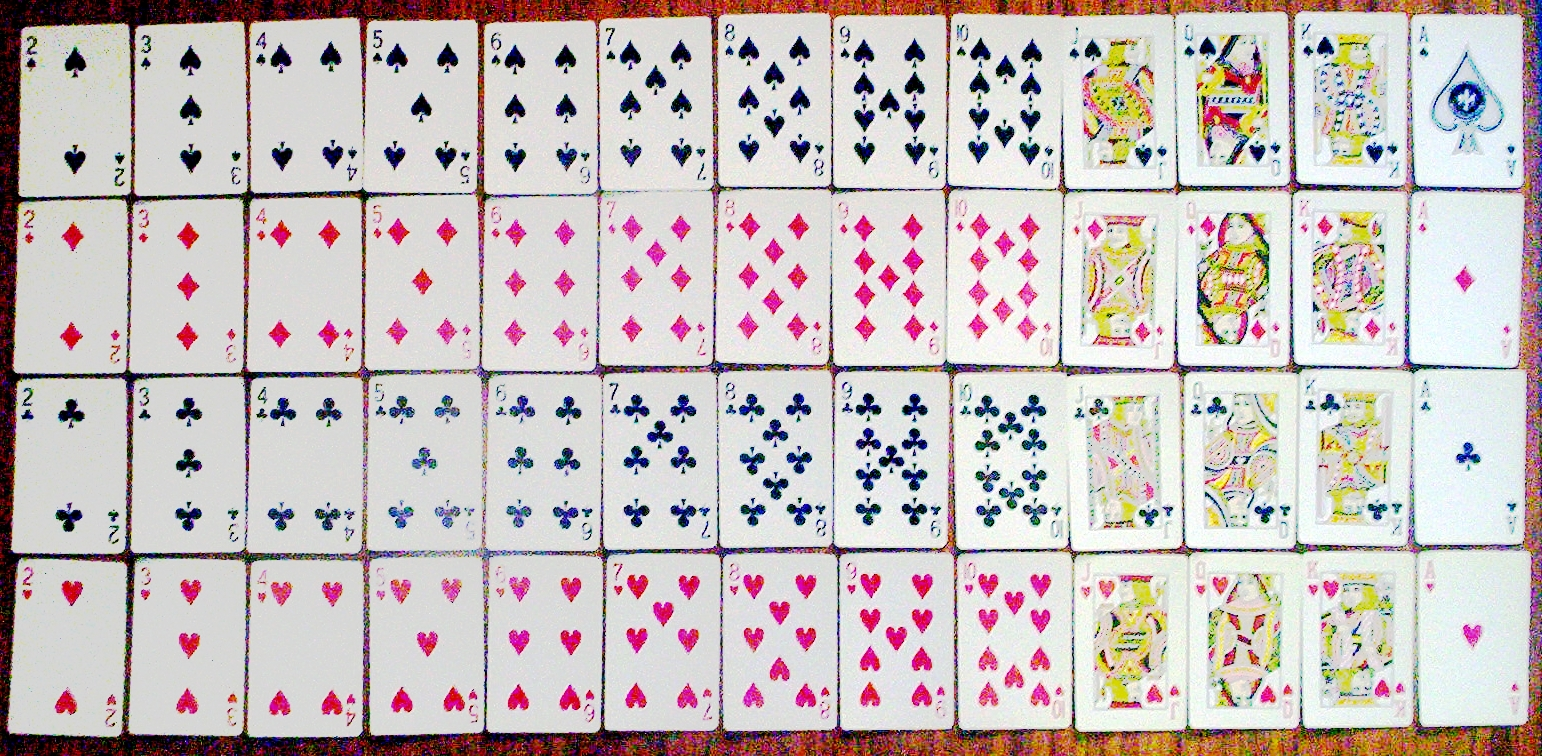
52(13×4)장의 카드 모양. 위에서 아래로 스페이드, 다이아몬드, 클럽, 하트.

원카드(영어: One Card)는 기원을 정확히 알 수 없는 카드 게임이다. 플레잉카드를 사용하여 플레이하는 게임으로 해야 할 것은 자신이 가지고 있는 카드를 모두 버리는 것이 아니다.

## 게임 플레이
카드 덱의 뒷면이 보이게 뒤집어 놓고, 플레이 인원수에 맞게 카드를 분배한다(기본 13장). 덱에서 카드 하나를 뽑아 뒤집어서 앞면이 보이도록 놓는다. 개인전의 경우 자신의 카드는 상대에게 보여줄 수 없으며, 편을 갈라서 하는 게임의 경우 자기 편에게만 자신의 카드를 보여줄 수 있다. 이전에 나온 카드와 같은 숫자나 같은 모양의 카드를 내야 하며, 없을 경우 덱에서 한 장을 가져간다. 카드가 한 장만 남았으면 "원카드" 라고 먼저 외쳐야 한다. 다른 사람이 먼저 "원카드"라고 외치면 카드가 한 장 남은 사람이 카드 1장을 가져가야 한다. 마지막에는 조커(joker)등 공격 카드를 사용할 수 없다.
- Joker(조커) - 컬러(7장), 블랙(5장) 컬러 조커는 7장을 다음 사람에게 먹일 수 있고 블랙 조커로 막아낼 수 있다. 그리고 블랙 조커는 다음 사람에게 5장을 먹일 수 있고 컬러조커로 막을 수 있다. 원카드를 플레이하는 사람마다 다를 수 있다.
- K(킹) - 규칙이 3가지로 나뉜다. 1번째는 카드를 한장 더 낼 수 있다. 단, 같은 k나 같은 모양의 카드만 가능하다. 2번째는 두 사람을 건너 뛴다. 3번째는 로컬룰에 해당되는데 1장짜리 공격카드로 사용한다.
- J(잭/점프) - 카드를 낸 사람의 다음 사람의 턴을 건너뛴다.(연속으로 사용할 경우 사용자의 다음사람을 건너뛰고 건너뛴다.)
- Q(퀸) - 카드를 내는 순서를 반대로 바꾼다. 지역에 따라 Q를 두 번 이상 낼 경우 K처럼 카드를 한 장 더 낼 수있다.
- A(에이스) - 다음 사람에게 3장을 먹인다. 다른 A나 스페이드A로 막을 수 있다.
- 스페이드A - 다음 사람에게 5장을 먹인다. 다른A로 막을 수 있다. 그리고 흑백 조커를 막아낼수 있다(지역에 따라서는 다른 A와 동일하게 취급해 3장으로 통일하는 경우도 있다.).
- 2 - 다음 사람에게 2장을 먹이고, 숫자 2나 A, 조커로 막을 수 있다.

숫자 2카드

- 3 - 3을 낼 경우 모양을 맞추어 공격 카드 2를 방어할 수 있다. 이 규칙이 적용되지 않는 규칙도 있다.

숫자 3카드

- 7 - 7을 내고 본인이 원하는 모양을 말하면 다음 사람은 말한 모양의 카드를 내야 한다.

숫자 7카드

## 같이 보기
- 도둑잡기
- 마이티
- 우노
- 하트